# Koprivničko-križevački županijski nogometni savez
Sezona 2007./2008.

## 1. županijska liga Koprivničko-križevačka
- NK Bratstvo  (Kunovec)
- NK Drava  (Novigrad Podravski)
- NK Drava  (Podravske Sesvete)
- NK Ferdinandovac (Ferdinandovac)
- NK Graničar (Legrad)
- NK Mladost Koprivnički Bregi (Koprivnički Bregi)
- NK Mladost Kloštar Podravski (Kloštar Podravski)
- NK Osvit (Đelekovec)
- NK Omladinac Sloga (Herešin)
- NK Panonija (Peteranec)
- NK Prugovac (Prugovac)
- NK Sabarija (Subotica Podravska)
- NK Tehnika (Koprivnica)
- NK Tomislav (Drnje)
- NK Tomislav Sveti Ivan Žabno (Sveti Ivan Žabno)
- NK Sloga (Koprivnički Ivanec)
- NK Viktorija  (Vojakovac)

## 2. županijska liga Koprivničko-križevačka
- NK Borac Imbriovec  (Imbriovec)
- NK GOŠK  (Gotalovo)
- NK Hlebine  (Hlebine)
- NK Jadran Galeb  (Kuzminec)
- NK Miklinovec  (Koprivnica)
- NK Mladost Mali Otok  (Mali Otok)
- NK Močile  (Koprivnica)
- NK Podravec  (Torčec)
- NK Ratar  (Miholec)
- NK Rudar  (Glogovac)
- NK Starigrad  (Koprivnica)
- NK Sokol  (Sokolovac)
- NK Šemovci  (Šemovci)

## 3. županijska liga Koprivničko-križevačka
- NK Bušpan (Kozarevac)
- NK Čvrstec (Čvrstec)
- NK Gornja Rijeka (Gornja Rijeka)
- NK Graničar (Novo Virje)
- NK Hrvatski Bojovnik (Mokrice Miholečke)
- NK Mičetinac (Mičetinac)
- NK Mladost (Carevdar)
- NK Mladost (Sigetec)
- NK Polet (Glogovnica)
- NK Prekodravac (Ždala)
- NK Prigorje (Sveti Petar Orehovec)
- NK Reka (Reka)
- NK Rudar (Botinovec)
- NK Udarnik (Zablatje)
- NK Mladost (Velika Raven)